# Land Tage Nord
Die Land Tage Nord ist eine jährlich im August in Wüsting bei Oldenburg stattfindende viertägige Messe für die Landwirtschaft. Sie  wurde zum ersten Mal im Jahr 2004 eröffnet. An diesen vier Tagen haben insgesamt rund 60.000 Besucher das Messegelände besucht. 2018 zählten die Land Tage Nord rund 75.000 Besucher.

## Programm
Verschiedene Maschinen, Tiere und Bioanlagen werden zur Schau geführt. Die Besucher erhalten Informationen über Landwirtschaft, Haustiere, Gesundheit und Ernährung. Einen besonderer Reiz für die Kinder stellen die Mitmach-Aktionen dar.